# Litonotaster
Genre
Litonotaster est un genre d'étoiles de mer abyssales de la famille des Goniasteridae.

## Liste d'espèces
Selon World Register of Marine Species (12 janvier 2015) :
- Litonotaster africanus Halpern, 1969 -- Afrique de l'Ouest
- Litonotaster intermedius (Perrier, 1884) -- Caraïbes
- Litonotaster tumidus H.L. Clark, 1920 -- Pacifique Est